# Simón Patiño
Simón I. Patiño (ur. 1 czerwca 1860 w Santiváñez k. Cochabamby, zm. 20 kwietnia 1947 w Buenos Aires) – boliwijski przedsiębiorca górniczy.
W 1897 został właścicielem kopalni cyny k. Potosí, stworzył kompanię górniczą z udziałem obcego (głównie USA) kapitału, która w latach 20. została jedną z trzech największych spółek produkujących cynę; produkowała 45% całej boliwijskiej cyny. Przyniosło mu to przydomek "króla cyny" lub "barona cyny". W 1924 przeniósł siedzibę kompanii do USA. W 1952 jego koncern cynowy został upaństwowiony na mocy dekretu rządu Víctora Paz Estenssoro na początku rewolucji boliwijskiej.